# گرتا گالستیان
گرتا پاتواکانی گالستیان (ارمنی: Գրետա Պատվականի Գալստյան؛ انگلیسی: Greta Galstyan؛ ۱۱ دسامبر ۱۹۳۹ – ۱۳ اوت ۲۰۱۷) یک بازیگر اهل ارمنستان بود. وی بین سال‌های - تا - میلادی فعالیت می‌کرد.

## زندگی‌نامه
وی در ۱۱ دسامبر ۱۹۳۹ در ایروان به دنیا آمد و مدرسه شماره ۳۶ رافی و انستیتو تئاتر-هنرهای زیبای ایروان فارغ‌التحصیل شد. وی شاگرد واغارش واغارشیان بود. وی در تئاتر دولتی آمو خارازیان آرتاشات (دهه ۱۹۶۰) فعالیت می‌کرد. وی همچنین برندهٔ جوایزی همچون هنرمند شایسته ارمنستان شوروی (۱۹۸۳) شده است. وی در ۱۳ اوت ۲۰۱۷ در سن ۷۷ سالگی در ایروان درگذشت.